# ألجي-إبدو
ألجي-إبدو (بالفرنسية: Alger -hebdo)‏ وتعني أسبوعية الجزائر العاصمة هي أسبوعية جزائرية تصدر باللغة الفرنسية.

## وصلات خارجية
- الموقع الرسمي لجريدة ألجي-إبدو